# Pascendi Dominici gregis
Pascendi Dominici gregis – encyklika papieża Piusa X wydana 8 września 1907 o podtytule Encyklika Ojca Świętego Piusa X o zasadach modernistów.

## Tematyka
Encyklika Pascendi Dominici gregis potępia modernizm katolicki, który nazywa syntezą wszystkich herezji. Papież zwraca uwagę na błędy z niego płynące takie jak: agnostycyzm, immanentyzm życiowy, religię jako owoc przyrody, ewolucję dogmatów, doświadczenie religijne, negację Tradycji, symbolizm teologiczny, permanentyzm, ewolucjonizm religii oraz manię reformatorską we wszystkich dziedzinach życia kościelnego.
Na wstępie Pius X zaznacza, że obecnie zwolenników tych błędów nie należy szukać wśród otwartych wrogów Kościoła, ale w samym Kościele.
„(…) zwolenników błędów należy dziś szukać nie już wśród otwartych wrogów Kościoła, ale w samym Kościele: ukrywają się oni – że tak powiemy – w samym wnętrzu Kościoła; stąd też mogą być bardziej szkodliwi, bo są mniej dostrzegalni. Będziemy więc mówić, Czcigodni Bracia, nie o niekatolikach, lecz o wielu z liczby katolików świeckich, oraz – co jest boleśniejsze – o wielu z grona samych kapłanów (...)”

## Budowa encykliki
Encyklika Pascendi Dominici gregis składa się z następujących rozdziałów:
- wstęp,
- rozdział I Modernista-Filozof,
- rozdział II Modernista-Wierzący,
- rozdział III Modernista-Teolog,
- rozdział IV Modernista-Historyk,
- rozdział V Modernista-Krytyk,
- rozdział VI Modernista-Apologeta,
- rozdział VII Modernista-Reformator,
- rozdział VIII Przyczyny modernizmu,
- rozdział IX Środki zaradcze,
- zakończenie.

## Środki zaradcze
Na zakończenie encykliki papież podaje środki zaradcze przeciw opisanym błędom. Należą do nich:
- wykładanie filozofii św. Tomasza z Akwinu we wszystkich seminariach duchownych;
- niepowierzanie nauczania modernistom i zwolnienie tych, którzy już nauczają;
- nieprzyznawanie nikomu doktoratu z teologii i prawa kanonicznego zanim nie wykaże się studiami filozoficznymi;
- czuwanie biskupów nad pismami modernistów, aby ich nie drukowano i nie czytano;
- pozbawienie tytułu wydawców katolickich tych księgarzy, którzy mają na półkach pisma modernistów;
- przeszkadzanie w wydawaniu pism modernistycznych;
- ustanowienie cenzorów pośród ludzi poważanych i uczonych z łona duchowieństwa świeckiego i zakonnego;
- zakaz wydawania gazet i czasopism przez kapłanów bez pozwolenia biskupa;
- biskupi powinni ograniczyć urządzanie kongresów przez kapłanów, a jeżeli już pozwolą, to tylko pod warunkiem, że w rozprawach pominie się sprawy, które należą do Stolicy Apostolskiej i biskupów;
- utworzenie rady z duchowieństwa, tak świeckiego, jak i zakonnego, w każdej diecezji, zwoływanej co dwa miesiące w celu omówienia stosownych środków przeciw zgubnym prądom;
- po upływie roku od wydania encykliki, a następnie co trzy lata, biskupi i przełożeni generalni zakonów przesyłali do Rzymu sprawozdanie o spełnieniu poleceń, zawartych w encyklice, co do nauk wykładanych w seminariach duchownych, a także w innych zakładach.

W tej części Pius X często powołuje się na nauczanie Leona XIII, a szczególnie na jego konstytucję Officiorum et munerum.

## Po wydaniu
Encyklika była w swoim czasie bardzo głośna.  W 1910 Pius X odwołał się do niej w przysiędze antymodernistycznej („Ja … (…) poddaję się też z należytym uszanowaniem i całym sercem wyrokom potępienia, orzeczeniom i wszystkim przepisom zawartym w encyklice Pascendi i dekrecie Lamentabili, zwłaszcza co się tyczy tzw. historii dogmatów.). Przysięgę tą musiał składać każdy ksiądz i biskup przed uzyskaniem święceń oraz nauczyciele religii i profesorowie seminariów duchownych (obowiązek ten zniósł w 1967 Paweł VI).
Tradycjonaliści katoliccy oskarżają posoborowych hierarchów Kościoła katolickiego o głoszenie poglądów modernistycznych potępionych w Pascendi Dominici Gregis.